# کلاکرز
کلاکرز (انگلیسی: Clockers) فیلمی در ژانر جنایی و درام به کارگردانی اسپایک لی است که در سال ۱۹۹۵ منتشر شد.

## بازیگران
- هاروی کایتل
- جان تورتورو
- دلروی لیندو
- مکای فایفر
- آیزیا واشینگتن
- کیث دیوید
- رجینا تیلور
- اسپایک لی
- مایکل امپریولی
- فرانسیس فاستر